# Francisca Duarte
Francisca Duarte, född 1595 i Antwerpen, död 1640 i Gest Alkmaar, även känd som Den Franska Näktergalen, var en nederländsk sångare. Hon var ursprungligen från Portugal och verksam som hovsångare vid ståthållarens hon i Spanska Nederländerna (nuvarande Belgien).  
Hennes föräldrar var bankiren och juveleraren Diego Duarte (1545? -1628) och Leonora Duarte Rodrigues (1565? -1632?), som var judiska invandrare från Portugal som konverterat till katolicismen. Hon gifte sig 1613 med Francisco Ferdinand du Pas (1586-1646). Hon bosatte sig med maken i Alkmaar, där hon lärde känna poeten Maria Tesselschade Roemer, som presenterade henne i konstnärliga kretsar. Hon uppmärksammades för sin talang som sångare, och blev föremål för hyllningar av poeter. Hon framträdde 1630 inför generalguvernören av Spanska Nederländerna, och fungerade sedan som hovsångare. 1638 engagerades hon för att framträda för Maria av Medici. Duarte uppmärkammades mycket i sin samtid och var föremål för många poetiska hyllningar för sin sång.